# Charles Edward Miller Pearce
Charles Edward Miller Pearce (Wellington, 29 de março de 1940 — Nova Zelândia, 8 de junho de 2012) foi um matemático australiano.